# 鍬山神社

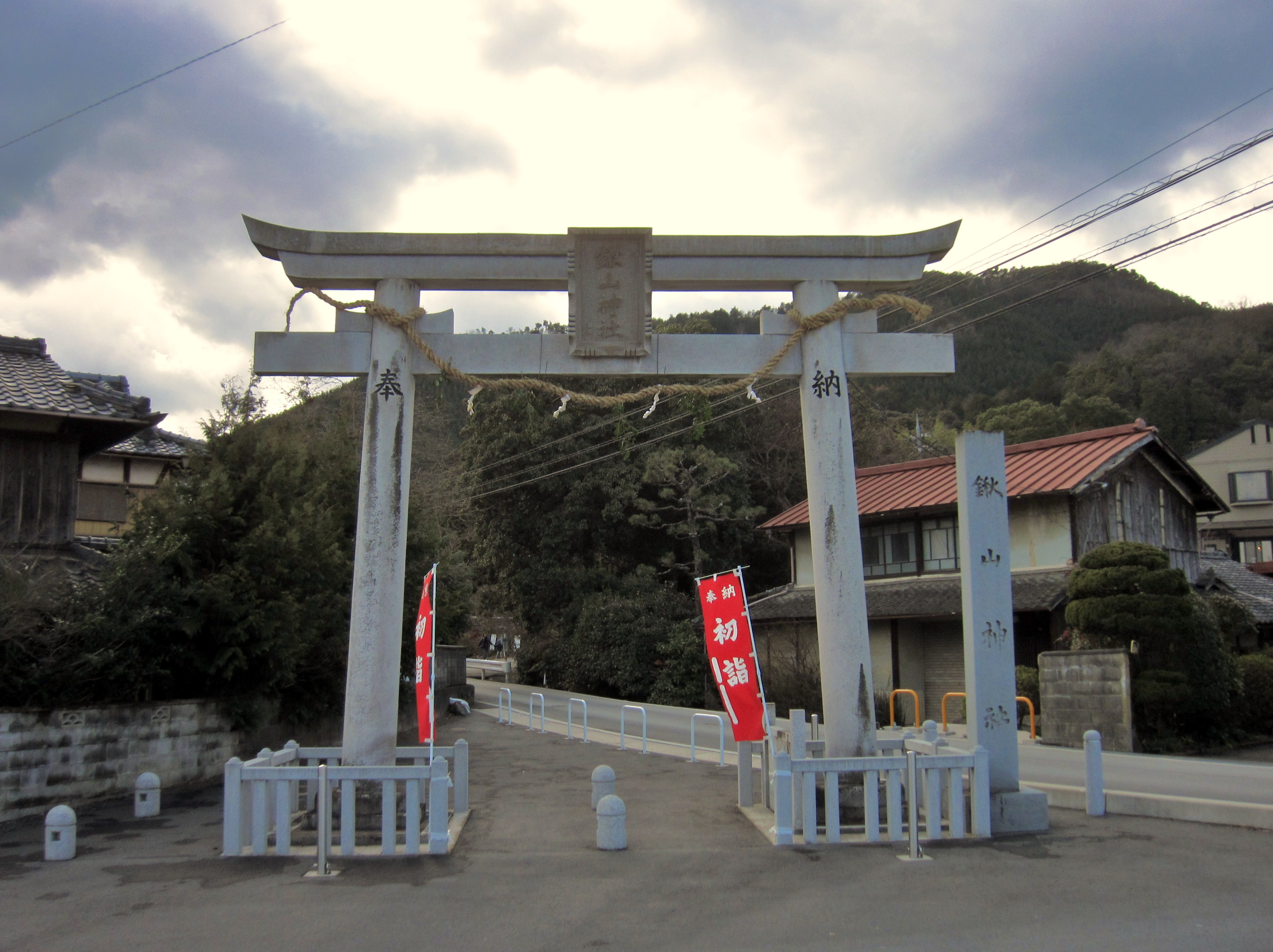
石造鳥居昭和11年造営。後方に面降山（天岡山）。

鍬山神社（くわやまじんじゃ）は、京都府亀岡市上矢田町にある神社。式内社で、旧社格は府社。通称として「矢田社」や「矢田宮」とも。

## 概要
亀岡市南部、面降山（めんこうやま、天岡山）東麓に鎮座する。面降山を始め、周辺は多くの古代遺跡が残る。
太古は湖であったという亀岡盆地において、祭神の大己貴命（大国主命）が国作りの1つとして保津峡を開削して盆地を開拓、そして開削に使った鍬を当地に山積みしたという伝説に基づく神社である。
境内の垣根内には本殿に並んで八幡宮が同規模・同形式で建てられており、両宮とも社殿は京都府登録文化財に登録されている。境内には多くの紅葉が植えられ、紅葉の名所でもある。また例祭「亀岡祭」は、亀岡市内までの神幸を行う亀岡市内では伝統的な祭りである。

## 祭神
- 鍬山宮：大己貴命（おおなむちのみこと）
大己貴命は大国主命に同じで、出雲神。創建以来祀られる主神とされる。
- 八幡宮：誉田別尊（ほんだわけのみこと）
誉田別尊は応神天皇に同じで、八幡神。永万元年（1165年）以降祀られる客神とされる。

神紋は鍬山宮が大国主命に因み兎で、八幡宮は通例通り鳩である。

## 歴史

### 伝説

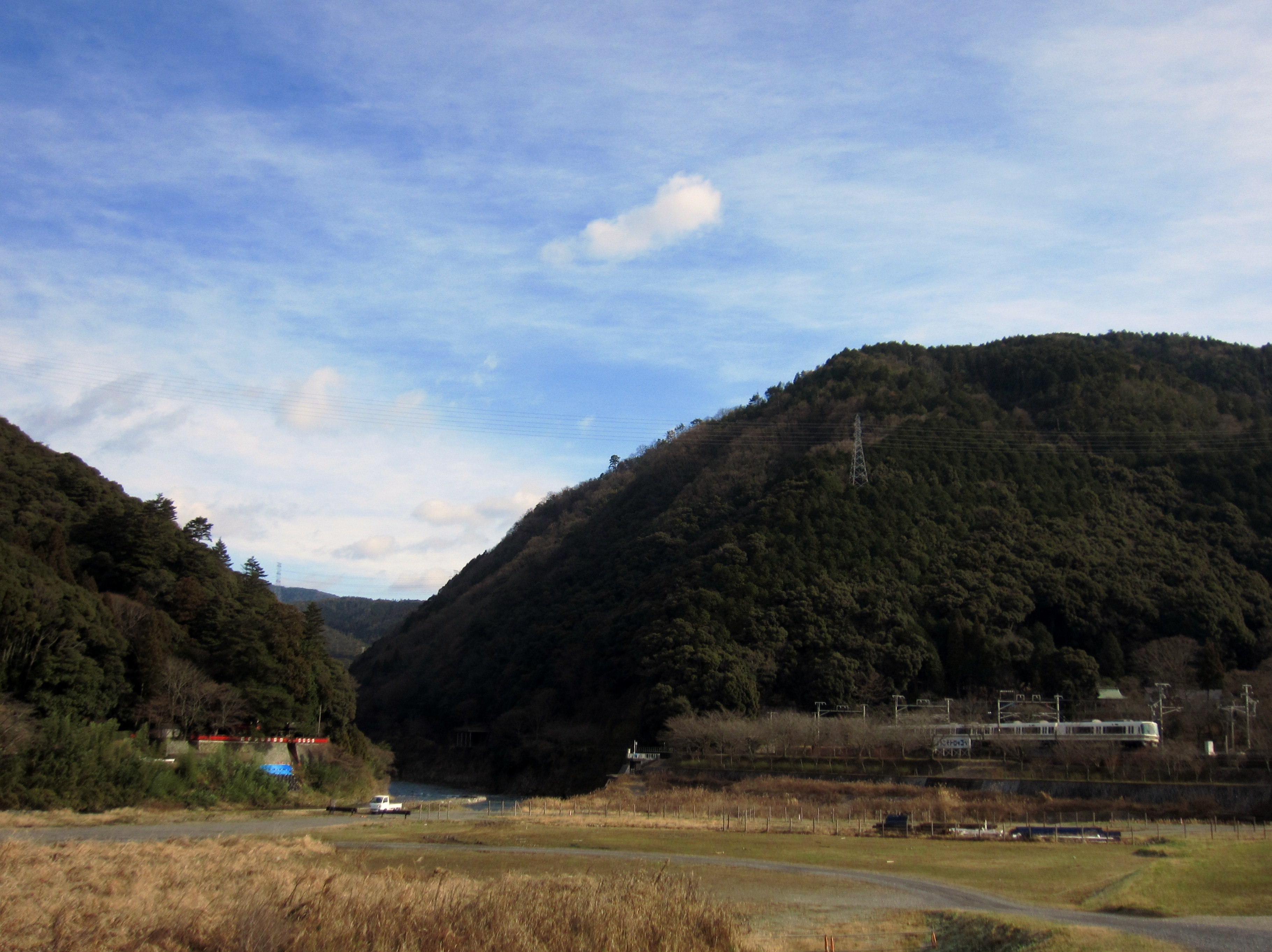
伝承地の保津峡入り口左岸に請田神社、右岸に桑田神社が鎮座する。

#### 鍬山宮の創建
鍬山神社の創建に関しては、延宝元年（1673年）の『矢田之祠記』に伝承が残る。それによると、往古、泥湖であった亀岡盆地の開発のため出雲大神が八神と黒柄岳で談合した。そして一艘の樫の舟に乗り浮田（うけた）の峡（現在の保津峡の口）を切り開き、水を山城国方向に流して抜くことに成功して広大な平野が開拓されたと伝える。そして出雲大神は天岡山の麓に祀られ、鍬山大明神として崇められた。また、この神は出雲国における10月（神無月）の会合には出席せず、郡内の八神は鍬山神社に会した、というものである。また、開削に用いた鍬が山積みされたことから「鍬山」の社名となったと伝えられる（「亀岡盆地#湖伝承」も参照）。

#### 八幡宮の勧請

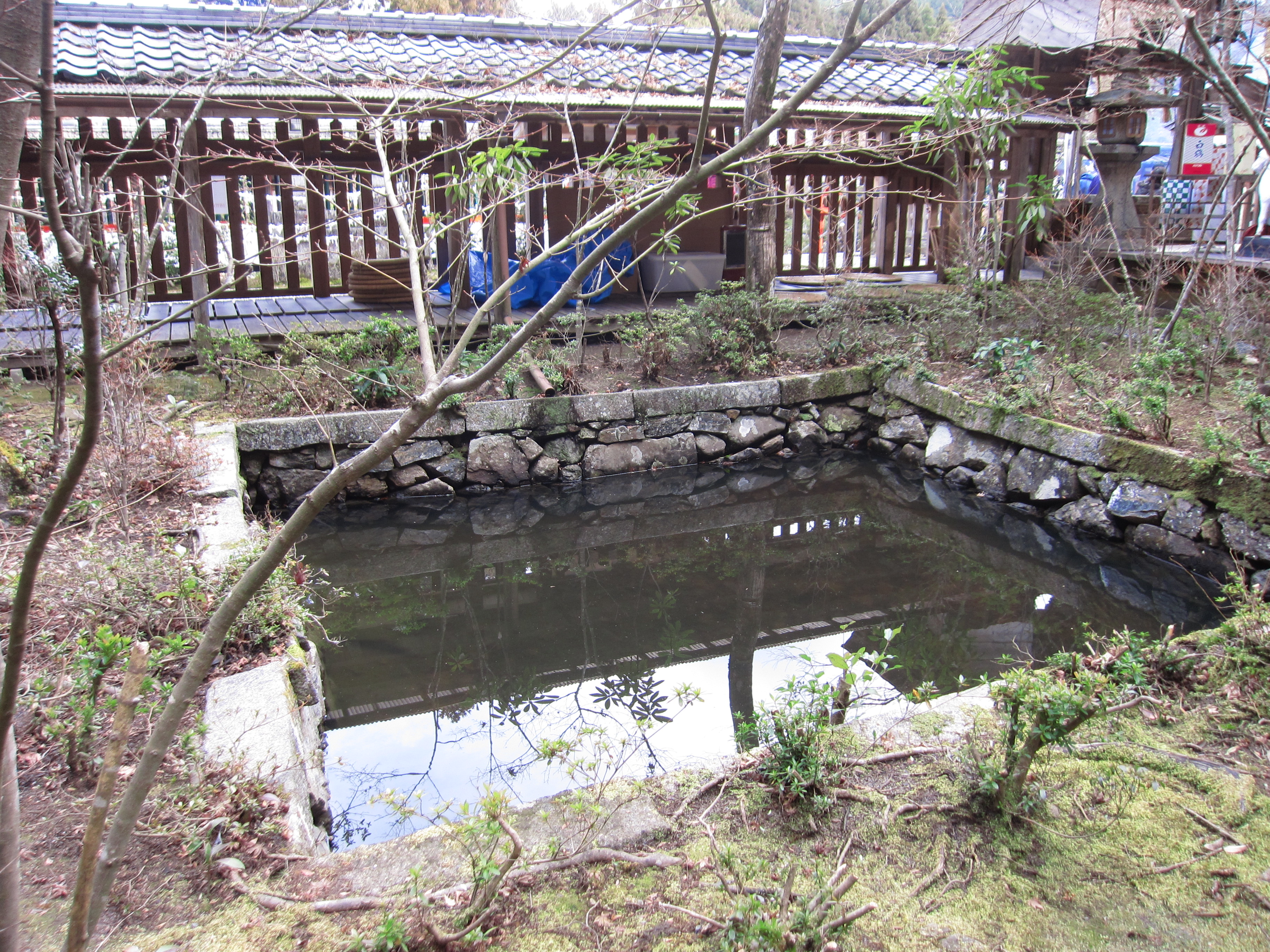
鍬山宮・八幡宮の間にある小池両宮が争わないため設けられたという。

並列する八幡宮に関して、『矢田之祠記』では永万元年（1165年）に面降山（天岡山）に降臨したという。以来新八幡宮として鍬山宮の隣に祀っていたところ、雷雨の発生や鳩と兎の争いがあった。村人はこれを両神の不和と捉え、八幡宮を杉谷に遷したところ収まったといわれる。なお伝承との前後は不明ながら、現在鍬山宮は兎、八幡宮は鳩の神紋を用いている。
慶長14年（1609年）に両宮が現在地に遷されたのちも、争いを防ぐために両宮の間に小池が設けられ現在に至っている。

### 概史
社伝では鍬山宮の創建は和銅2年（709年）といい、当初は面降山裏手、現社地から北西800mほどの医王谷にあった。面降山には山頂にかけて小祠が点在しており、山頂には八幡宮が降臨したという影向石が残る。周辺には古墳も多く、また三宅地区は屯倉が設けられたという伝承から国衙ないし郡衙があったという説もあり、面降山が一帯の祭政との関わりが指摘される。
平安時代中期の『延喜式神名帳』には「丹波国桑田郡 鍬山神社」と記載され、式内社に列している。医王谷出身という医家の丹波康頼も鍬山神社を信仰したといわれ、「医王谷」の名も医学に精通した康頼に由来するという。
地名「矢田」は鍬山神社に関わるもので、8つの神田を持っていたことから「八田」と言われ、のちに源頼政が当地を拝領するにあたって「矢田」に改めたという。また、古くから神輿祭・八日祭・庭燎神楽・競馬・相撲・猿楽等といった祭礼が行われていたと伝えられるが、天正4年（1576年）に丹波へ侵攻した明智光秀によりそれらの祭礼は廃され、別当寺として大智院（現在は廃寺）が建立された。また、8つの神田も接収された。
慶長14年（1609年）、亀山城主の岡部長盛が現在地に新社殿を造営して遷し、社地も寄進した。寛永16年（1639年）には藩主の菅沼定房から社領が寄進された。
延宝9年（1681年）には杉原守親が『祭礼中興記』を記し祭礼を再興。同年に城主の松平忠晴から神輿が寄進され、以来例大祭は口丹波一の大祭「亀山祭（のち亀岡祭）」として賑わった。
明治6年（1873年）に近代社格制度において郷社に列し、昭和3年に府社に昇格した。

## 境内

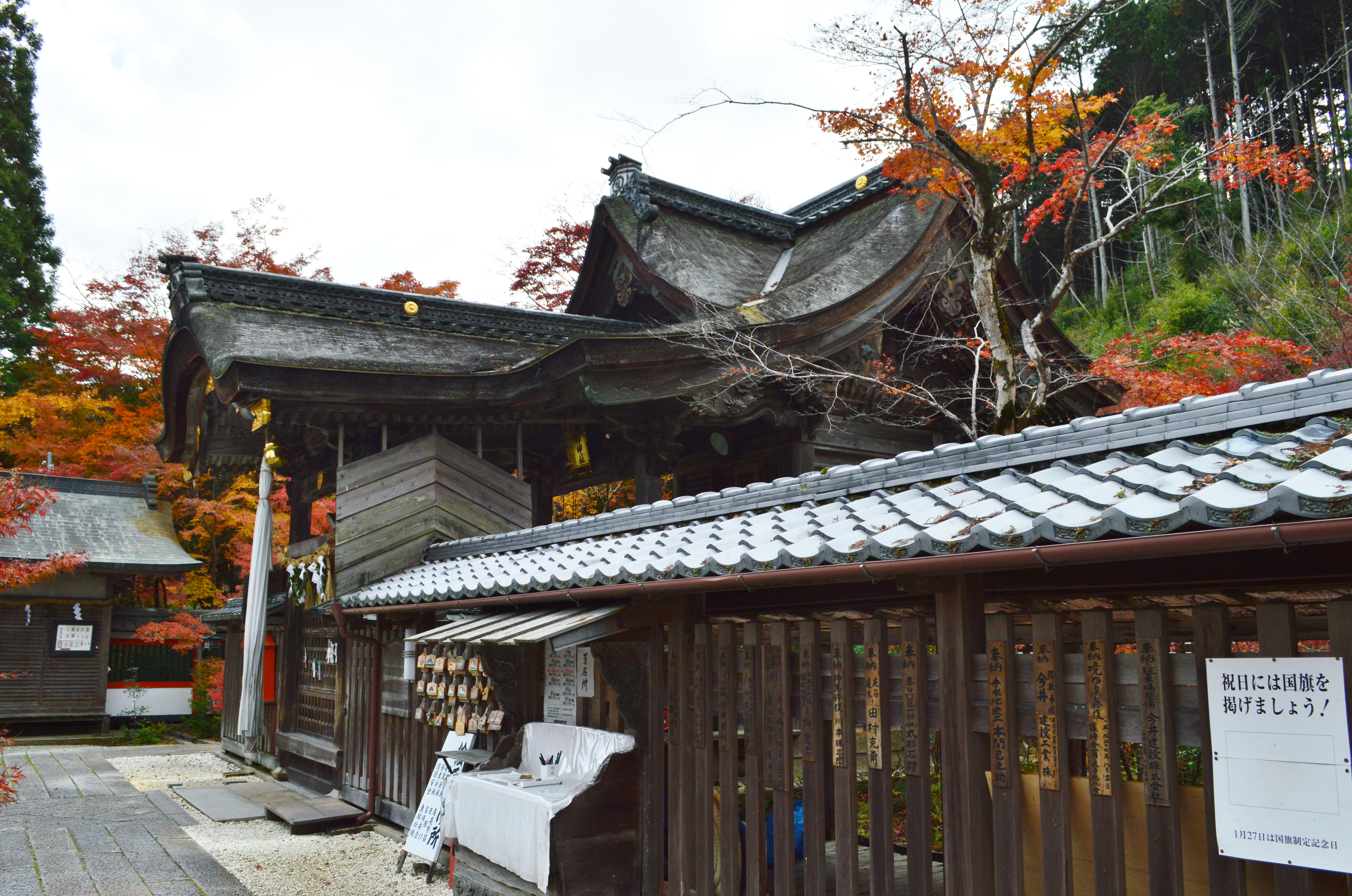
鍬山宮

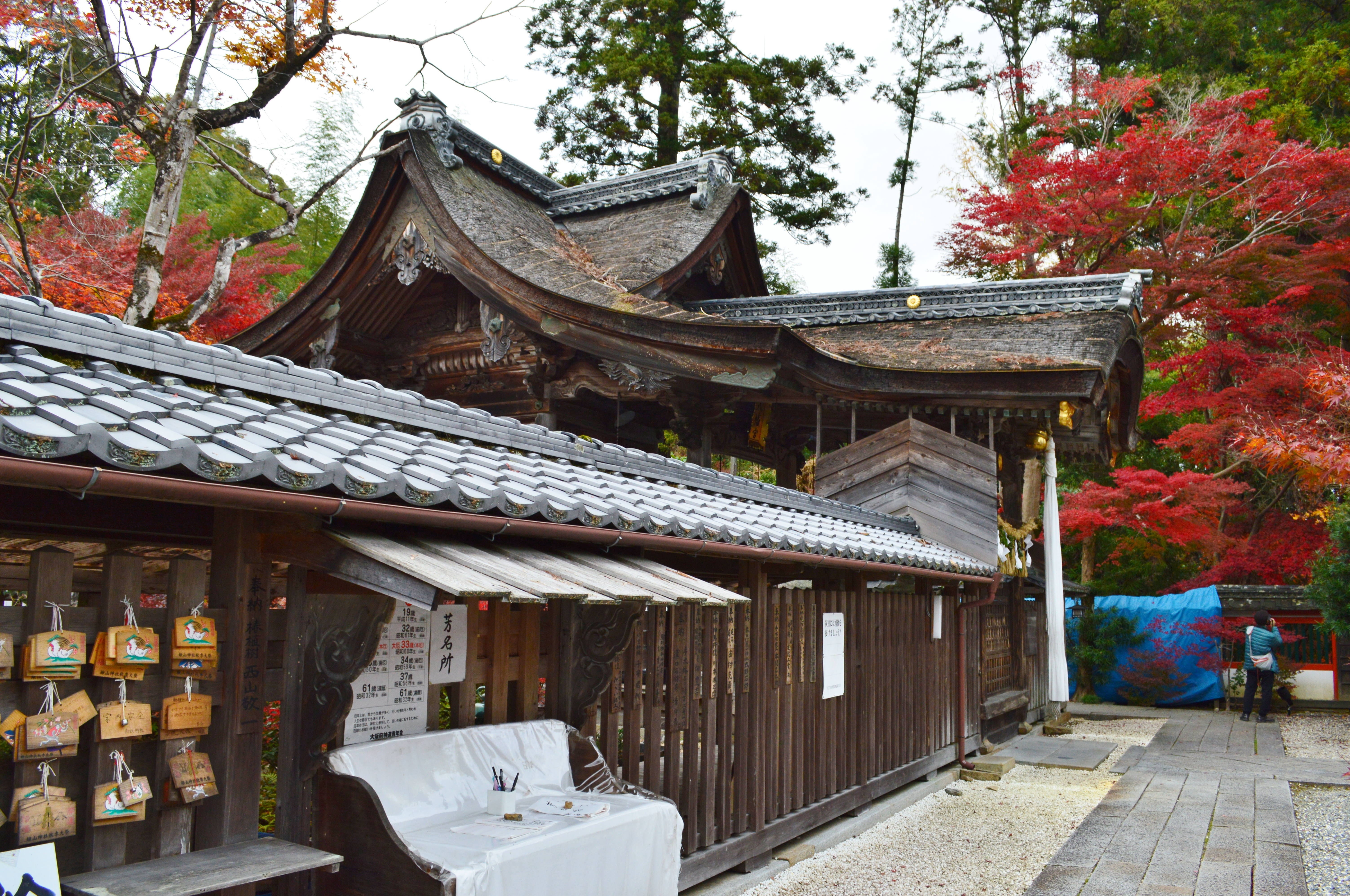
八幡宮

本殿の鍬山宮と八幡宮は同じ垣内に鎮座し、鍬山宮は向かって左、八幡宮は右に位置する。両宮は同一の形式・規模であり、造営時期も江戸時代の文化11年（1814年）と同じである。鍬山宮は寛正3年（1462年）以来の棟札を現存している。
形式は一間社流造で、千鳥破風を有する。正面に一間の唐破風造の拝所を付属して一体とし、屋根は柿葺。両宮とも京都府登録文化財に登録されている。
鍬山宮と八幡宮は不仲であるという伝承に基づき、両宮の間には小池が設けられている。

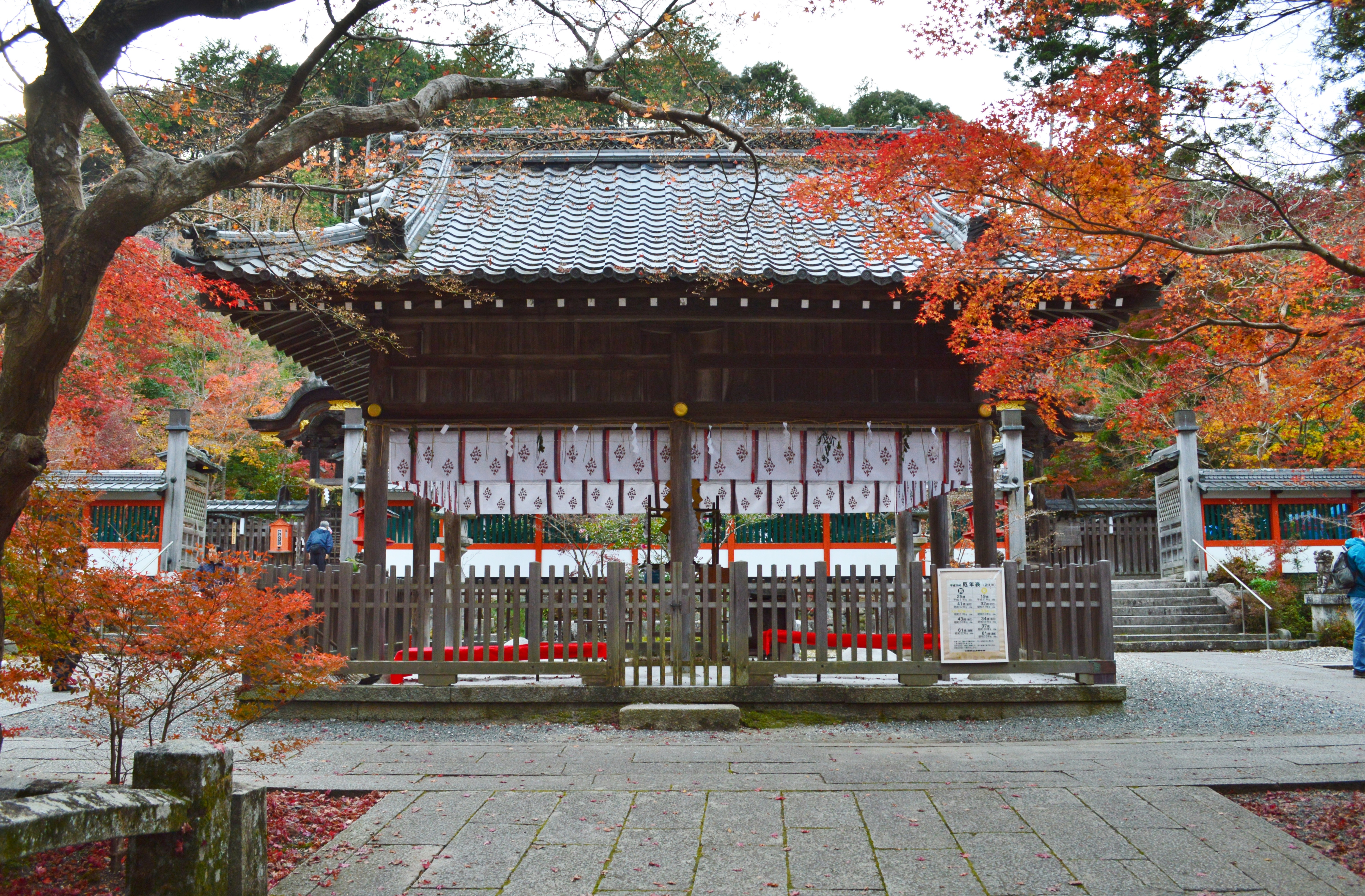
拝殿（二宮共用）
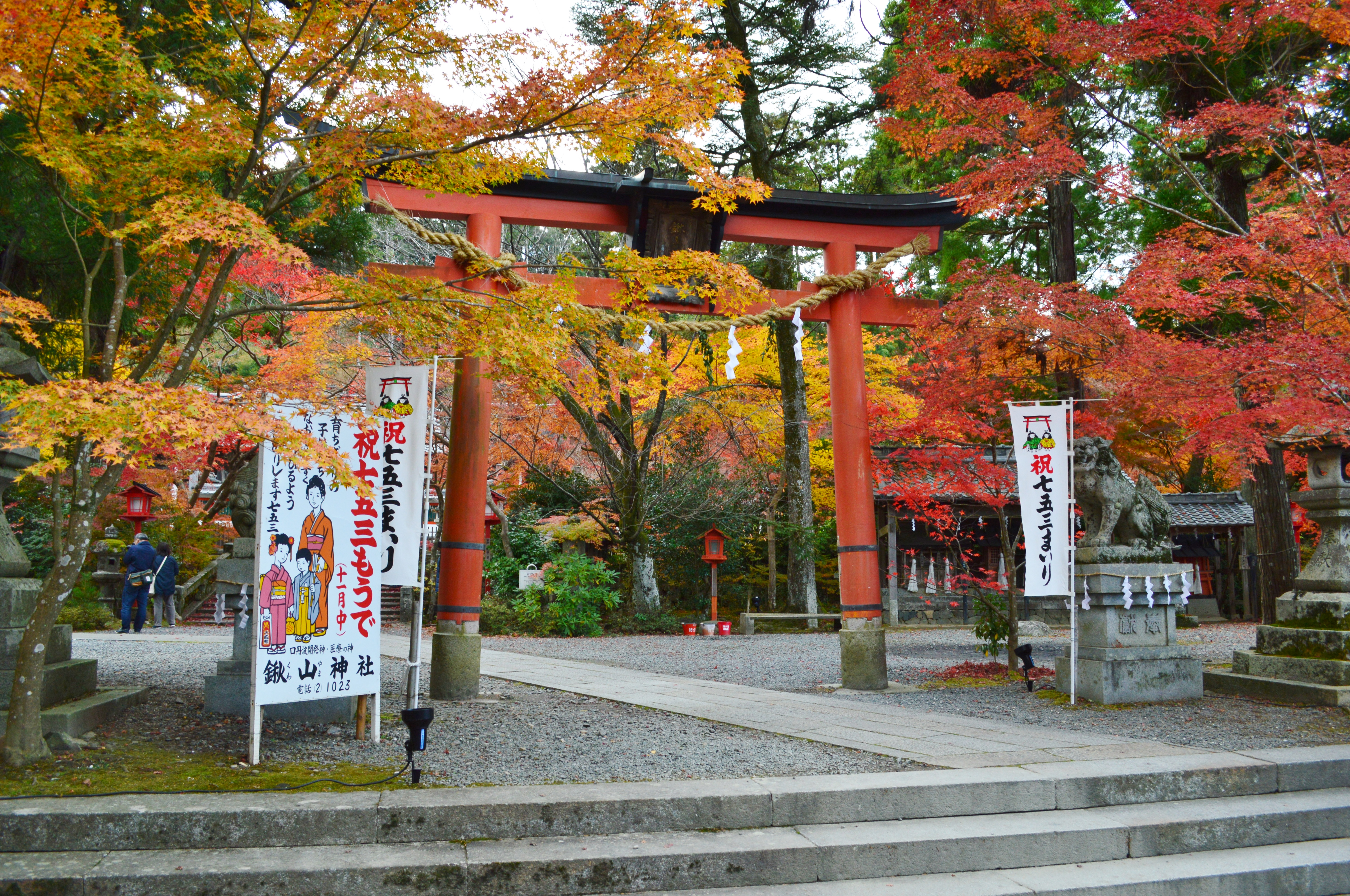
境内鳥居
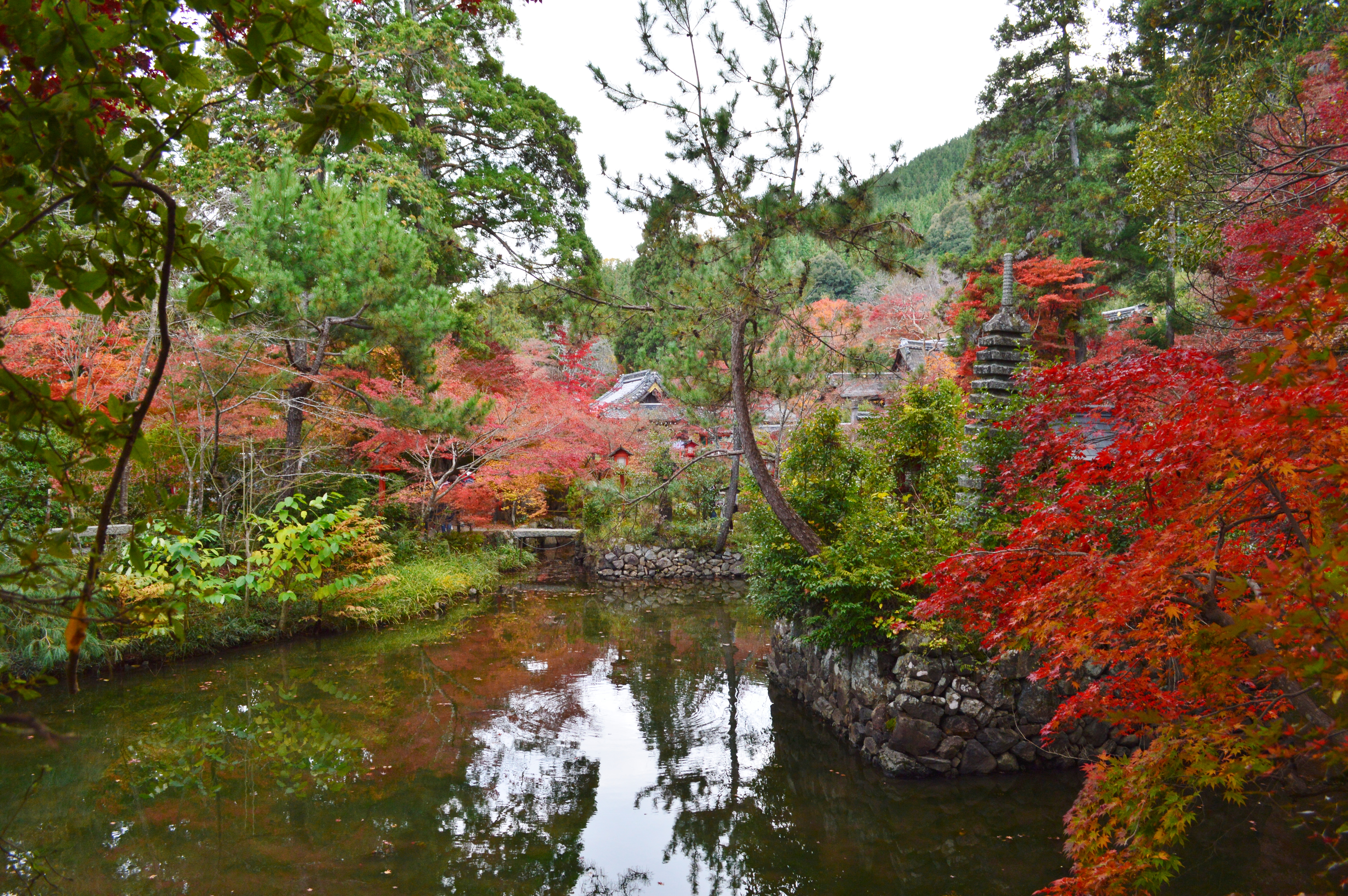
庭園

## 摂末社
境内社
- 金山神社
- 樫船神社 - 大阪府高槻市の樫船神社と同じ祭神を祀る。
- 高樹神社
- 日吉神社
- 熊野神社
- 稲荷疱瘡神社
- 愛宕神社
- 天満宮
- 厳島社 - 祭神：市杵島姫神。池中の小島に鎮座する。
- 百太夫社 - 祭神：豊磐間戸神、櫛磐間戸神。境内入り口に鎮座し、本社に先立ってまず詣でるべき社といわれる[4]。

御旅所
- 形原神社 （亀岡市横町、北緯35度00分39.21秒 東経135度34分51.70秒）
亀岡中心部、亀山城南の館跡に鎮座する。形原神社は亀山藩初代藩主の松平信岑を祀る神社で、明治13年創建[7]。例祭（亀岡祭）の際に御旅所として神輿が渡御する。
- 旧御旅所（一の鳥居） （亀岡市中矢田町、北緯35度00分09.39秒 東経135度34分55.48秒）
御旅所があった場所で、現在は承応元年（1652年）に松平忠晴が建立した石造鳥居（一の鳥居）が立つ[4]。

## 祭事

### 年間祭事
- 歳旦祭 （1月1日）
- 節分祭 （2月3日）
- 花祭 （4月15日）
- 八日祭 （5月8日）
- 水無月祭 （7月2日）
- 例祭（秋季大祭、亀岡祭） （10月1日-26日）
  - 神幸祭 （10月20日）
  - 宵々山 （10月23日）
  - 宵宮 （10月24日）
  - 本祭 （10月25日）
- 火焚祭 （12月3日）

### 亀岡祭
10月に行われる例祭は「亀岡祭」と呼ばれる。古くは旧暦9月25日が神幸祭、30日が還幸祭であった。
鍬山神社の祭礼は丹波に侵攻した明智光秀によって廃されたというが、延宝9年（1681年）に亀山城主・松平忠晴から神輿が寄進され、以来例大祭は口丹波一の大祭「亀山祭（のち亀岡祭）」として賑わったといい、伝承に基づき樫の舟も巡行した。
祭では京都八坂神社の祇園祭のように11基の山鉾が巡行するほか、鍬山・八幡両宮の神輿が御旅所の形原神社まで渡御する。

## 文化財

### 京都府登録文化財
- 有形文化財
  - 鍬山神社及び境内社八幡宮本殿（建造物） - 1983年（昭和58年）4月15日登録。
- 無形民俗文化財
  - 亀岡祭山鉾行事 - 保護団体は亀岡祭山鉾連合会。2004年（平成16年）3月19日登録。

### 京都府文化財環境保全地区
- 鍬山神社文化財環境保全地区 - 1985年（昭和60年）5月15日決定。

### 亀岡市指定文化財
- 無形民俗文化財
  - 亀岡祭山鉾行事 - 保護団体は亀岡祭山鉾連合会。1998年（平成10年）8月3日指定。

### その他
- 亀岡の自然100選「鍬山神社・八幡神社」

## 現地情報
所在地
- 京都府亀岡市上矢田町上垣内22

交通アクセス
- 西日本旅客鉄道（JR西日本）嵯峨野線 亀岡駅から
  - 徒歩：約30分
  - バス：亀岡市コミュニティバス（東コース）で「鍬山神社前」バス停下車 （下車後徒歩すぐ）

周辺
- 那須与一堂

## 関連文献
（記事執筆に使用していない関連文献）
- 「鍬山神社」『京都府史蹟勝地調査會報告 第六冊』京都府、1925年。 - リンクは国立国会図書館デジタルコレクション。